# Zeta Ceti
Zeta Ceti (ζ Cet / ζ Ceti) é uma estrela da constelação Cetus.  Ela também possui o nome tradicional de Baten Kaitos (Árabe batn qaytus - "ventre do monstro marinho").
Zeta Ceti é uma estrela amarelada da classe espectral K0 IIIBa0.1 e está, aproximadamente, 260 anos-luz do planeta Terra. A sua magnitude aparente é +3.9. 
- Coordenadas para o equinox J2000:
  - Ascensão recta: 01h 51m 28s
  - Declinação: −10° 20' 06"